# Tân Thànhkerk
Tân Thànhkerk (Vietnamees:Nhà thờ Tân Thành) is een kerk in Bắc Sơn, een xã in de Vietnamese provincie Đồng Nai. De kerk ligt aan de Quốc lộ 1A. De kerk ligt ongeveer een kilometer ten oosten van de Bùi Chukerk die eveneens in Bắc Sơn staat.